# Степанкова Катерина Костянтинівна
Катери́на Костянти́нівна Степанко́ва (нар. 21 березня 1972, Київ) — українська акторка та режисерка. Заслужений діяч мистецтв України (2017).

## Життєпис
Народилася в родині українських акторів Костянтина Степанкова та Ади Роговцевої.
Закінчила у 1989 р. київську школу № 117. Вступила на філологічний факультет Київського державного університету ім. Тараса Шевченка. З 1991 до 1993 перебувала в Ізраїлі разом із чоловіком — художником Тарасом Ткаченком, де 1991 року народила сина Олексія. У 1993 повернулась в Україну і вступила до театрального інституту ім.Карпенка-Карого. У 1997 закінчила Київський державний інститут театрального мистецтва ім. І. Карпенка-Карого (майстерня Валентини Зимньої). З 1998 року працювала актрисою у театрі Романа Віктюка (Росія, Москва).
1998-го вийшла заміж за актора Олексія Скляренка. У 2007 р. закінчила Вищі курси сценаристів і режисерів у Москві (ВКСР). 2011-го народила сина Матвія. 
З 2012 припинила роботу в Москві і повернулась в Україну.

## Творчість
Вперше вийшла на сцену Театру російської драми ім. Лесі Українки в п'ять років у виставі «Сподіватися» (реж. Ірина Молостова), де грала дев'ятирічну Ларису Косач, майбутню Лесю Українку.
З дитячих років знімалася у кіно, працювала на радіо, грала у театрі. Займається концертною діяльністю із читецькими програмами української поезії. Літературна редакторка обох  книг спогадів матері Ади Роговцевої "Мій Костя" (2006) та «Свидетельство о жизни» (2013). З 2007 - театральний режисер-постановник.
З 2007-го у якості режисера співпрацювала із Київським академічним театром драми і комедії на лівому березі Дніпра. З 2009-го — із Київською академічною майстернею театрального мистецтва «Сузір'я» (з 2011-го працює там режисером).

## Робота в театрі

### Акторські роботи
Театр Романа Віктюка (м. Москва)
- «Бульвар Сан-Сет»; Бетти
- «Пробуждение весны»;
- «Заводной апельсин»;
- "Кот в сапогах"; Принцесса
- «Давай займемся сексом»; танцовщица
- «Кармен»; Смерть
- «Нездешний сад. Рудольф Нуреев». Марго Фонтейн

Антреприза
- "Варшавська мелодія-2" (Л.Зорін, І.Афанасьєв, реж. І.Афанасьєв) Гелена
- "Якість зірки"(Н.Кауард, реж.О.Лісовець) Нора

### Режисерські роботи
Київський академічний театр драми і комедії на лівому березі Дніпра
- 2007 — «Розовый мост» Р. Д. Уоллера за романом «Мости округу Медісон»; (режисерський дебют)
- 2010 — «Вася должен позвонить».(К.Рубина "Прогулки в Лю-Бле")
- 2011 — "Обман длинною в жизнь" (Д.Рубина "Двойная фамилия")

Київська академічна майстерня театрального мистецтва «Сузір'я»
- 2009 — "Будьте как дома" (Ж.-М. Шевре "Захватчики")
- 2013 — "Свідоцтво про життя" (публіцистична вистава за однойменною книгою А.Роговцевої)
- 2014 — "Схоже на щастя" (П'єр Пальмад та Крістоф Дютюрон "Втікачки")

Антреприза
- 2015 — "Гостя" (Е.І.Шмітт "Незвана гостя")

## Фільмографія
- 1979 — Киевские встречи (Семейная драма)
- 1995 — Лето всегда приходит (короткометражний)
- 2002 — Под крышами большого города Неля